# Ursula (cratera)

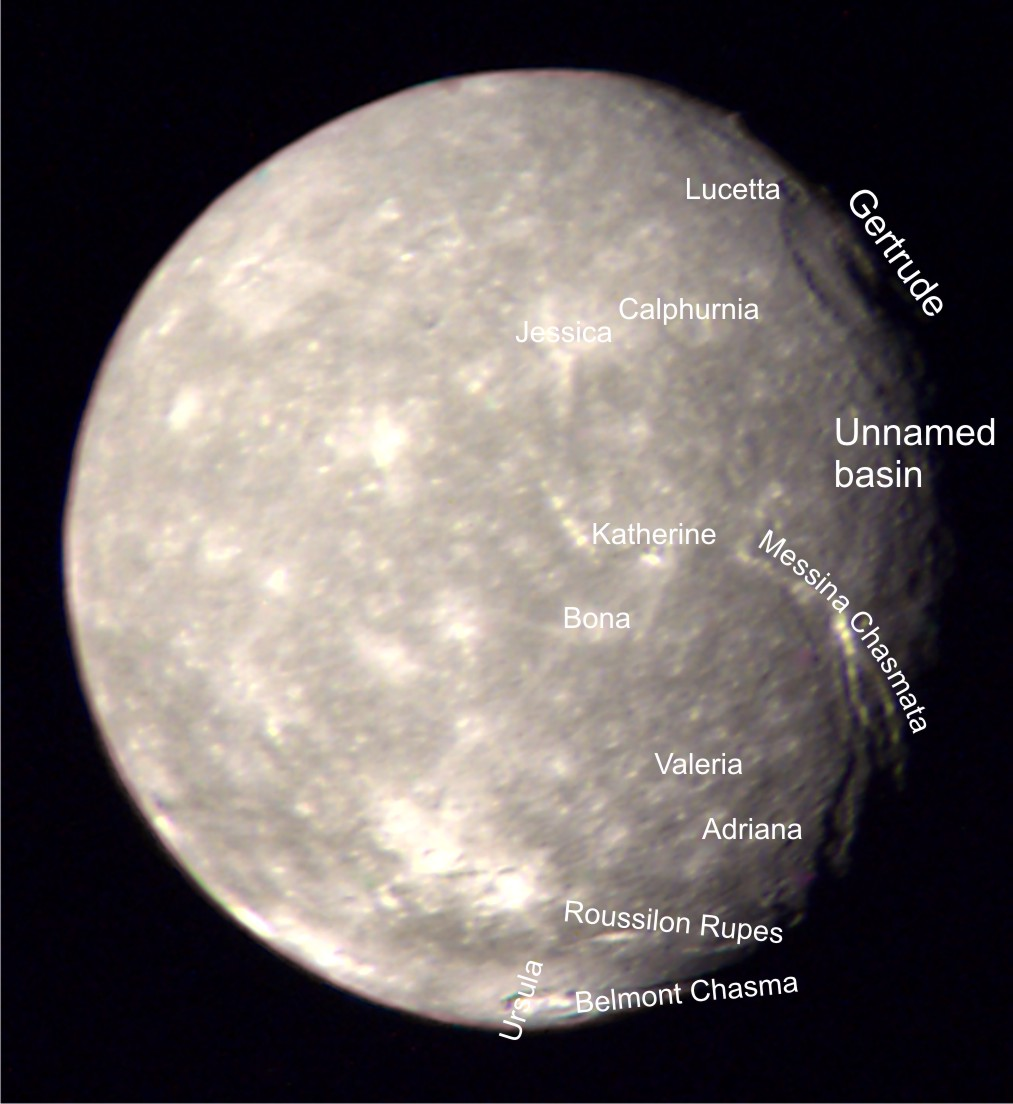
Ursula é a grande e brilhante cratera na parte de baixo da imagem.

Ursula é uma grande cratera de impacto na lua de Urano Titânia. Tem cerca de 135 km de diâmetro, e é cortada pelo Belmont Chasma. Recebeu o nome de um personagem da obra de William Shakespeare Much Ado About Nothing.
Ursula tem uma depressão no centro com um diâmetro de cerca de 20 km. É provavelmente uma crateras grandes mais jovens de Titânia. É cercada por planícies suaves, que têm a menor densidade de crateras de todas as unidades geológicas da lua. As planícies podem ser depósitos de impacto (ejecta) associados com Ursula ou eles pode ter origem criovulcânica.